# كيرميت
كيرميت (بالإنجليزية: Kermit, Texas)‏ هي مدينة تقع بولاية تكساس في شمال شرق الولايات المتحدة. تبلغ مساحة هذه المدينة 6.5 (كم²)، وترتفع عن سطح البحر 872 م، بلغ عدد سكانها 5714 نسمة في عام 2000 حسب إحصاء مكتب تعداد الولايات المتحدة وتصل الكثافة السكانية فيها 883.5 نسمة/كم2.

## التركيبة السكانية
حدّد مكتب تعداد الولايات المتحدة بيانات التركيبة السكانية لكيرميت في تعداد الولايات المتحدة. في ما يلي، التركيبة السكانية حسب تعدادي 2000 و2010.

### تعداد عام 2000
بلغ عدد سكان كيرميت 5,714 نسمة بحسب تعداد عام 2000، وبلغ عدد الأسر 2,097 أسرة وعدد العائلات 1,585 عائلة مقيمة في المدينة. في حين سجلت الكثافة السكانية 876.4 نسمة لكل كيلومتر مربع (2,269.9/ميل2). وبلغ عدد الوحدات السكنية 2,592 وحدة بمتوسط كثافة قدره 397.5 لكل كيلومتر مربع (1,029.5/ميل2).
وتوزع التركيب العرقي للمدينة بنسبة 72.65% من البيض و2.05% من الأمريكيين الأفارقة و0.47% من الأمريكيين الأصليين و0.25% من الأمريكيين ذوي الأصول الآسيوية و22.52% من الأعراق الأخرى و2.07% من عرقين مختلطين أو أكثر و47.83% من الهسبانيون أو اللاتينيون من أي عرق.
بلغ عدد الأسر 2,097 أسرة كانت نسبة 42.3% منها لديها أطفال تحت سن الثامنة عشر تعيش معهم، وبلغت نسبة الأزواج القاطنين مع بعضهم البعض 61.3% من أصل المجموع الكلي للأسر، ونسبة 10% من الأسر كان لديها معيلات من الإناث دون وجود شريك، بينما كانت نسبة 4.3% من الأسر لديها معيلون من الذكور دون وجود شريكة وكانت نسبة 24.4% من غير العائلات. تألفت نسبة 22.3% من أصل جميع الأسر من عدة أفراد يعيشون في نفس المنزل ونسبة 12% كانت تتألف من شخص يعيش بمفرده يبلغ من العمر 65 عاماً أو أكثر. وبلغ متوسط حجم الأسرة المعيشية 2.71، أما متوسط حجم العائلات فبلغ 3.18.
بلغ العمر الوسطي للسكان 35.2 عاماً. وكانت نسبة 29.9% من القاطنين تحت سن الثامنة عشر، وكانت نسبة 8.9% بين الثامنة عشر والرابعة والعشرين عاماً، ونسبة 25.3% كانت واقعةً في الفئة العمرية ما بين الخامسة والعشرين والرابعة والأربعين عاماً، ونسبة 20.6% كانت ما بين الخامسة والأربعين والرابعة والستين، ونسبة 14.6% كانت ضمن فئة الخامسة والستين عاماً فما فوق. يوجد لكل 100 أنثى 95.6 ذكر، ويوجد لكل 100 أنثى في الثامنة عشر من عمرها فما فوق 92.0 ذكر.
بلغ متوسط دخل الأسرة في المدينة 29,143 دولارًا، أما متوسط دخل العائلة فبلغ 31,690 دولارًا. وكان متوسط دخل الذكور 29,596 دولارًا مقابل 18,380 دولارًا للإناث. وسجل دخل الفرد الخاص بالمدينة 12,949 دولارًا. وكانت نسبة 15.7% من العائلات ونسبة 20.4% من السكان تحت خط الفقر، وكان من هؤلاء نسبة 27.9% تحت سن الثامنة عشر ونسبة 16.7% في الخامسة والستين من العمر وما فوق.

### تعداد عام 2010
بلغ عدد سكان كيرميت 5,708 نسمة بحسب تعداد عام 2010، وبلغ عدد الأسر 2,083 أسرة وعدد العائلات 1,535 عائلة مقيمة في المدينة. في حين سجلت الكثافة السكانية 875.5 نسمة لكل كيلومتر مربع (2,267.5/ميل2). وبلغ عدد الوحدات السكنية 2,451 وحدة بمتوسط كثافة قدره 375.9 لكل كيلومتر مربع (973.6/ميل2).
وتوزع التركيب العرقي للمدينة بنسبة 70.85% من البيض و2.54% من الأمريكيين الأفارقة و1.12% من الأمريكيين الأصليين و0.28% من الأمريكيين ذوي الأصول الآسيوية و22.28% من الأعراق الأخرى و2.93% من عرقين مختلطين أو أكثر و58.60% من الهسبانيون أو اللاتينيون من أي عرق.
بلغ عدد الأسر 2,083 أسرة كانت نسبة 42.2% منها لديها أطفال تحت سن الثامنة عشر تعيش معهم، وبلغت نسبة الأزواج القاطنين مع بعضهم البعض 54.2% من أصل المجموع الكلي للأسر، ونسبة 13.6% من الأسر كان لديها معيلات من الإناث دون وجود شريك، بينما كانت نسبة 6% من الأسر لديها معيلون من الذكور دون وجود شريكة وكانت نسبة 26.3% من غير العائلات. تألفت نسبة 23.1% من أصل جميع الأسر من عدة أفراد يعيشون في نفس المنزل ونسبة 10.5% كانت تتألف من شخص يعيش بمفرده يبلغ من العمر 65 عاماً أو أكثر. وبلغ متوسط حجم الأسرة المعيشية 2.74، أما متوسط حجم العائلات فبلغ 3.23.
بلغ العمر الوسطي للسكان 34.1 عاماً. وكانت نسبة 30.2% من القاطنين تحت سن الثامنة عشر، وكانت نسبة 8% بين الثامنة عشر والرابعة والعشرين عاماً، ونسبة 24.1% كانت واقعةً في الفئة العمرية ما بين الخامسة والعشرين والرابعة والأربعين عاماً، ونسبة 25.4% كانت ما بين الخامسة والأربعين والرابعة والستين، ونسبة 12.2% كانت ضمن فئة الخامسة والستين عاماً فما فوق. وتوزع التركيب الجنسي للسكان بنسبة 49.4% ذكور و50.6% إناث.

## أعلام
- وليام فرانكفاثر
- كرايغ جونسون
- جاي توماس

## وصلات خارجية
- The US50 - Cities and Towns in Texas State